# Miguel Gutiérrez Gutiérrez
Miguel Gutiérrez Gutiérrez (Ciudad de México; 7 de mayo de 1931-León de Los Aldama; 1 de febrero de 2016), también conocido con el sobrenombre de El Mulo, fue un futbolista mexicano que actuaba en la defensa.

## Trayectoria
Ingresó al Club León en 1952, donde trabajó durante 16 años hasta el final de su carrera, con el que ganó varios títulos.

## Selección nacional
Entre 1957 y 1959, hizo ocho apariciones con la selección de México. En la Copa Mundial de 1958 entró en los partidos de la fase de grupos ante Gales (1-1) y Hungría (0-4).

### Participaciones en Copas del Mundo
| Mundial                        | Sede   | Resultado    |
| ------------------------------ | ------ | ------------ |
| Copa Mundial de Fútbol de 1958 | Suecia | Primera fase |

## Palmarés

### Títulos nacionales
| Título               | Equipo | País   | Año     |
| -------------------- | ------ | ------ | ------- |
| Primera División     | León   | México | 1955-56 |
| Campeón de Campeones | León   | México | 1955-56 |
| Copa México          | León   | México | 1957-58 |